# Madriz (revista)
Madriz fue una revista de historietas publicada en España desde enero de 1984 a febrero de 1987, y una de las últimas en surgir durante el llamado boom del cómic adulto en España, asociándose a la postmodernidad. Estuvo dirigida por Carlos Otero, como prestación de servicio profesional, aunque al auténtico director fue el guionista de historietas, Felipe Hernández Cava.
Subvencionada por la Concejalía de Juventud del Ayuntamiento de Madrid con 600.000 pesetas (su presupuesto rondaba los seis millones anuales) e impresa por Gráficas Futura, contó con 33 números. Su tirada era de 25.000 ejemplares, pasando de vender al mes unos 15.000 en sus inicios a sólo 6.000 de su penúltimo número. En sus tres años de existencia, "fomentó la nueva cantera de dibujantes españoles" y, a pesar de estar subvencionada, habría sido políticamente independiente, lo que tal vez explique su precipitado final.

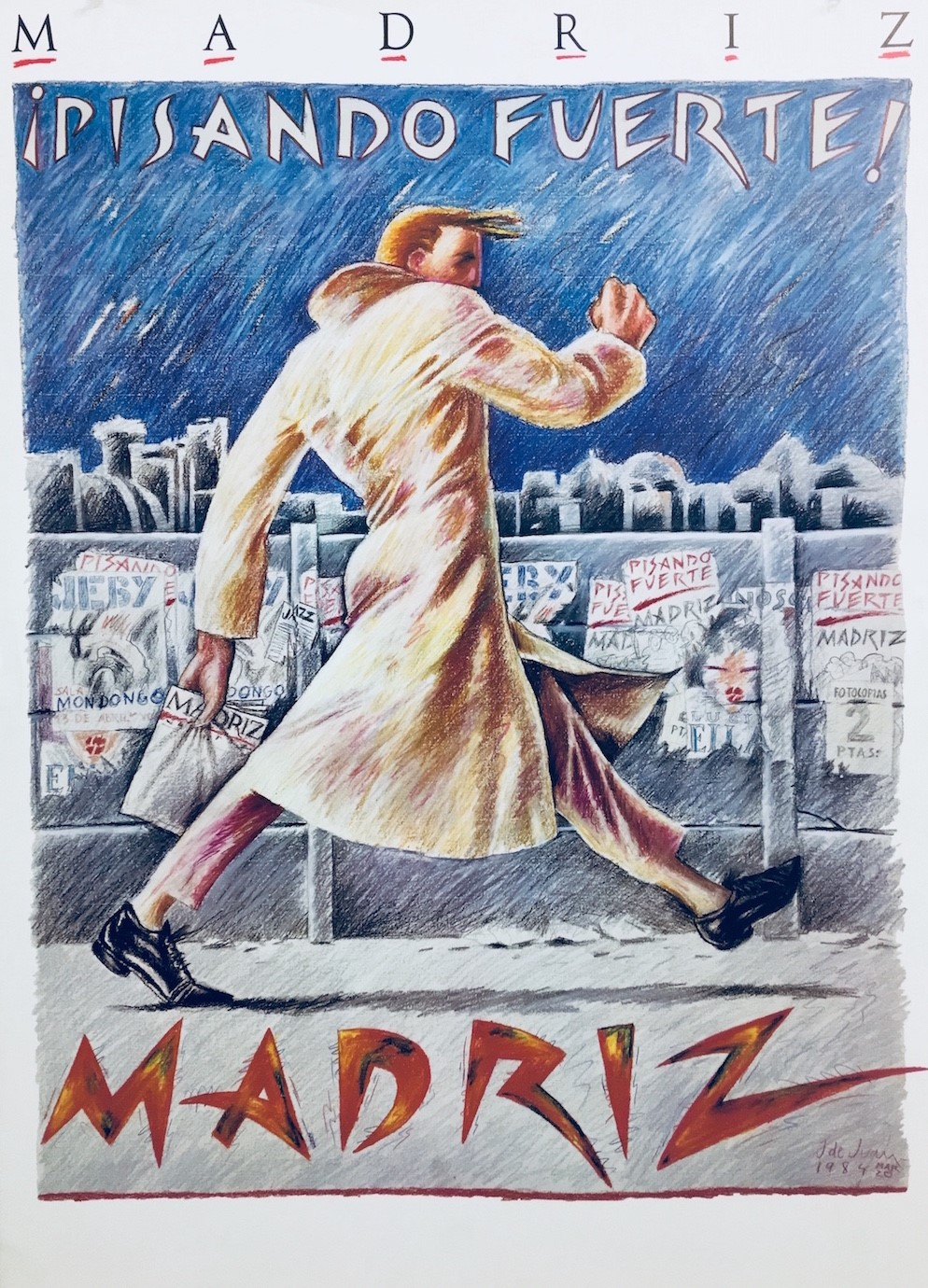
Cartel de lanzamiento de la revista Madriz, 1984. Obra de Javier de Juan

## Contenido
El primer número de la revista sólo tenía 16 páginas, aunque los editores afirmaban que "se podrían aumentar en el futuro, en función de la acogida que tenga".
En ellas publicaron los autores Antonio Aragüez, Jorge Arranz, Camús, Asun Balzola, Federico del Barrio, Bernabéu Juan Calonge, Ceesepe, Javier de Juan, Guillem Cifré, El Cubri, Santiago Cueto, Keko, Kiko Feria, Carlos Giménez, Guzmán el Bueno, Juan Jiménez, Ana Juan, Joaquín López Cruces, LPO, Marcos, Victoria Martos, Martín, Ana Miralles, Rafa Negrete, José Manuel Nuevo, OPS, Carlos Ortin, Raúl, Rubén, Sento, Luis Serrano, Carlos Torrente, Fernando Vicente, José Maldonado Gómez. Felipe Hernández Cava los habría convocado sin tener en cuenta su militancia política, simplemente "porque él creía que eran los mejores".
| Números      | Fecha    | Título                | Autoría             |
| ------------ | -------- | --------------------- | ------------------- |
| 1, 3, 5 y 9  | 01/1983- | Bestiarium Matritense | OPS                 |
| 1-7/8, 11    | 01/1983- | Luis Candelas         | El Cubri            |
| 1            | 01/1983  | Fotofin en el acto    | Juan Jiménez        |
| 1-10         | 01/1983- | Baladas madrileñas    | LPO                 |
| 1            | 01/1983  | Historias de mi calle | Carlos Giménez      |
| 1            | 01/1983  | Palmeras en Madrid    | Federico del Barrio |
| 1-2, 4-9, 11 | 01/1983- | Destino: Madrid       | Rubén               |
| 6-7/8        | 01/1983- | Camino de Arles, El   | OPS                 |

## Trayectoria
El 13 de abril de 1984, la oposición de Alianza Popular en la Comisión permanente del Ayuntamiento solicitó "la retirada inmediata de los quioscos del número cuatro de dicha publicación, la supresión de la revista y el cese inmediato del concejal de Juventud, Francisco Contreras", debido a las referencias políticas y el lenguaje del mundo de la droga presentes en una historieta de Ceesepe. En la crítica, se destacaron José María Álvarez del Manzano, portavoz de la oposición, y sobre todo Alberto Ruiz-Gallardón, entonces un joven concejal, quien calificó a la revista de "porquería repugnante, pornográfica, blasfema, en el sentido jurisdiccional de la palabra, contraria a la moral y a la familia". Por su parte, el alcalde Enrique Tierno Galván, que no la había leído hasta entonces, y Francisco Contreras, aseguraron que se trataría de corregir el lenguaje, pero que no modificarían sustancialmente su contenido. Ante tal polémica (reflejada en diarios conservadores como ABC, El Alcázar y Ya), Madriz pasó, provisionalmente, a depender de los "servicios de prensa ligados a la Alcaldía" en lugar de la Concejalía de Juventud.
El número de mayo de 1986 contenía un encarte especial en el que los dibujantes habituales de la revista ilustraban los bandos escritos por el recién fallecido Enrique Tierno Galván.
La revista siempre había sido deficitaria (mensualmente perdía 500.000 pesetas), pero al final de su trayectoria se intensificaron los problemas de distribución, con lo que "en algunas ciudades españolas la revista ya había muerto de antemano puesto que los últimos números no se distribuyeron fuera de Madrid".
Tras su cierre en febrero de 1987, parte de la dirección y los dibujantes no descartaron la posibilidad de continuarla sin la tutela municipal en unos meses. Esto no ocurrió hasta abril de 1988, cuando lanzaron la revista Medios Revueltos.

## Valoración y premios
Cuando salió al mercado, Madriz fue acusada de competencia desleal por otras revistas, ya que contaba con doble financiación. Sus valedores opinaban, sin embargo, que suplía una carencia del mercado, ya que "la mayor parte de las publicaciones de historietas no acogen a los dibujantes nacionales, y sólo se sirven de material extranjero". Lo cierto es que "se convirtió rápidamente en el vehículo de los más novísimos dibujantes de la "movida" madrileña", muchos de los cuales pasaban "lisa y llanamente, de contar historia alguna", aproximándose más a la experimentación gráfica de lo que era habitual hasta entonces en la historieta autóctona. Estos radicalismos gráficos y "la novedad de sus planteamientos de producción: dinero de las arcas públicas" hacen que Madriz ocupe un lugar de importancia en la historia del cómic español, convirtiéndola en representante de una de las tres grandes escuelas estéticas del cómic español de los años 80, junto a la línea chunga y la línea clara.
Desaparecida la revista, sus autores fueron objeto de una exposición conjunta con los grandes nombres de la historieta francobelga en el Centro Cultural de Arganzuela: La titulada "Angulema en Madrid", desde el 15 de marzo al 15 de abril de 1988.